# Кингсли, Патрик
Патрик Кингсли (англ. Patrick Kingsley; род. июнь 1989, Лондон) — международный корреспондент, глава бюро газеты The New York Times в Иерусалиме. Бывший иностранный репортёр газеты The Guardian.

## Ранний период жизни
Кингсли родился в июне 1989 года в Лондоне, Англия. В 2010 году с отличием окончил Кембриджский университет, получив степень по английской литературе. Также имеет диплом журналиста Национального совета по подготовке журналистов.

## Карьера
Вёл репортажи из более чем 40 стран.
7 лет работал в газете The Guardian, в том числе находясь в Каире. В 2015 году был назначен первым корреспондентом The Guardian, освещающим миграцию.
В 2013 году получил награду Frontline Club Award за печатную журналистику. Был назван журналистом года в области иностранных дел на церемонии вручения наград British Journalism Awards 2015 за освещение европейского кризиса с беженцами.
Кингсли является автором книг англ. How to be Danish, которая была опубликована в 2012 году, и «Новая Одиссея» (англ. The New Odyssey), вышедшей в 2016 году и основанной на репортаже из 17 стран.
В 2017 году Кингсли присоединился к газете The New York Times в качестве исполняющего обязанности главы бюро в Турции. Будучи журналистом газеты в Берлине, он расследовал демократический откат в Венгрии и жестокое обращение с мигрантами в Греции и Мальте. В начале 2021 года Кингсли стал главой бюро The New York Times в Иерусалиме.
Читал лекции в университетах Гарварда, Кэмбриджа и Оксфорда.